# Посольство України в Португалії
Посольство України в Португальській Республіці  — дипломатична місія України в Португалії, розміщена у португальській столиці Лісабоні.

## Завдання посольства
Основне завдання Посольства України в Лісабоні представляти інтереси України, сприяти розвиткові політичних, економічних, культурних, наукових та інших зв'язків, а також захищати права та інтереси громадян і юридичних осіб України, які перебувають на території Португалії.
Посольство сприяє розвиткові міждержавних відносин між Україною і Португалією на всіх рівнях, з метою забезпечення гармонійного розвитку взаємних відносин, а також співробітництва з питань, що становлять взаємний інтерес. Посольство виконує також консульські функції.

## Історія дипломатичних відносин
Після проголошення незалежності Україною 24 серпня 1991 року Португалія визнала Україну 7 січня 1992 року. Дипломатичні відносини між Україною і Португалією були встановлені 27 січня 1992 року шляхом підписання в Києві протоколу міністрами Анатолієм Зленко та Жоао де Деуш Пінейро.. У березні 2000 року у Лісабоні почало роботу Дипломатичне представництво України, яке з жовтня 2001 року функціонує як Посольство України в Португалії. З грудня 2001 року Посольство України розміщується в орендованій будівлі за адресою по вулиці Авеніда даш Дешкоберташ, 18.

## Консульство України в місті Порту
Консульський округ Консульства України в місті Порту: Авейру, Брага, Браганса, Віана-ду-Каштелу, Візеу, Віла-Реал, Гуарда, Коїмбра, Порту.
- Адреса: Rua do Bolhão,85,3º,4200-112 — Porto — Portugal, Порту.

## Керівники дипломатичної місії
| N | Країна  | Посол                             | Зображення | Термін                                 |
| - | ------- | --------------------------------- | ---------- | -------------------------------------- |
| 1 | Україна | Зленко Анатолій Максимович        |            | (1998—2000), посол                     |
| 2 | Україна | Тимошенко Костянтин Володимирович |            | (2001—2005)                            |
| 3 | Україна | Троненко Ростислав Володимирович  |            | (грудень 2005 — травень 2010)          |
| 4 | Україна | Никоненко Олександр Миколайович   |            | (жовтень 2010 — березень 2014)         |
| 5 | Україна | Третяк Леонід Олександрович       |            | (30 квітня 2014 — 19 жовтня 2015) т.п. |
| 6 | Україна | Огнівець Інна Василівна           |            | (19 жовтня 2015 — 24 червня 2022)      |
| 7 | Україна | Козлов Володимир Іванович         |            | (4 жовтня 2022 — 2023), т.п.           |
| 8 | Україна | Михайленко Марина Юріївна         |            | (з 21 лютого 2023)                     |

## Співробітництво

### Політичні відносини між Україною та Португалією
Двосторонні контакти:
- на рівні глав держав

У грудні 1996 р. під час Лісабонського саміту ОБСЄ відбулася перша зустріч Президентів України Л.Кучми та Португалії Ж.Сампайо.
13-16 квітня 1998 р. відбувся державний візит Президента Ж.Сампайо в Україну.
25-27 жовтня 2000 р. Президент України Л.Кучма здійснив державний візит до Португальської Республіки, який став важливим фактором розвитку українсько-португальського співробітництва в усіх галузях. Підписання в рамках візиту низки двосторонніх угод, зокрема Угоди про дружбу і співробітництво між двома країнами (набрала чинності 01.09.2003 р.), заклало широку правову базу подальшого розвитку українсько-португальських відносин у політичній, торговельно-економічній, гуманітарній сферах.
29 квітня 2004 р. в рамках Європейського економічного саміту у Варшаві відбулася чергова зустріч вищих керівників України та Португалії.
Важливою подією в контексті двосторонніх відносин стала зустріч Президента України В.А.Ющенка з Прем’єр-міністром Португалії Ж.Сократешем, яка відбулась 16 травня 2005 р. у Варшаві.
23 жовтня 2006 року в Будапешті, в рамках святкування 50-річчя Угорської Революції 1956 року, відбулася зустріч Президента України В.А.Ющенка з Президентом Португалії А.Каваку Сілвою.
18 жовтня 2007 р. у Лісабоні відбулася наступна зустріч глав держав України та Португалії у рамках робочого візиту Президента України В.А.Ющенка до Португалії для участі у Саміті Європейської народної партії.
Під час Одинадцятого саміту Україна-ЄС, який відбувся в Києві 14 вересня 2007 р.,  від імені Португальського головування  у Раді ЄС взяли участь Прем’єр-міністр Португалії Ж.Сократеш та Міністр закордонних справ Л.Амаду.
23-24 червня 2008 р. відбувся офіційний візит Президента України В.А.Ющенка до Португальської Республіки, у ході якого Глава Української держави провів переговори з Президентом Португалії А.Каваку Сілвою, Прем’єр-міністром Португалії Ж.Сократешем та членами португальського уряду, Головою Асамблеї Республіки (парламенту Португалії) Ж.Гамою та членами усіх парламентських фракцій, представлених в парламенті. Члени офіційної делегації України — Міністр закордонних справ В.С.Огризко, Міністр оборони Ю.І.Єхануров, Міністр освіти та науки І.О.Вакарчук, Міністр культури і туризму В.В.Вовкун — провели двосторонні зустрічі зі своїми португальськими колегами, в ході яких були обговорені питання поглиблення співпраці між відповідними міністерствами у сферах, що становлять взаємний інтерес та підписані такі двосторонні угоди: Дорожня карта українсько-португальських відносин на 2008-2010 рр., Угода між Україною та Португальською Республікою про повітряне сполучення, про співробітництво у сфері боротьби з організованою злочинністю, а також Угода між Україною та Португальською Республікою про військове співробітництво.
23 травня 2016 року відбулася зустріч Президента України П.Порошенка з Прем’єр-міністром Португалії А.Коштою в рамках їх спільної участі у Всесвітньому гуманітарному саміті у м.Стамбул, під час якої були обговорені питання підтримки Португалією територіальної цілісності України, подовження санкцій проти РФ, прискорення надання ЄС безвізового режиму українським громадянам, а також подальший розвиток взаємовигідного співробітництва.
Після майже 10-річної перерви, 18 грудня 2017 року відбувся офіційний візит Президента України П.О. Порошенка до Португалії. Під час візиту відбулися зустрічі Глави Української держави з Президентом Португалії М. Ребелу де Соуза, Прем’єр-міністром Португалії А. Коштою, Головою Асамблеї Португалії Е. Ферру Родрігешем. Сторони підписали низку двосторонніх документів, що сприятимуть інтенсифікації співробітництва між Україною та Португальською Республікою в економічній, енергетичній та архівній сферах, а також у галузі молоді та спорту. Президент України також провів зустріч з українською громадою, що проживає в Португалії.
13 січня 2021 року відбулася телефонна розмова Президента України В.Зеленського з Президентом Португальської Республіки М.де Соузою. Лідери обговорили важливі питання двостороннього порядку денного, насамперед активізацію торговельно-економічної співпраці та продовження діалогу на найвищому рівні. Президенти погодилися, що важливими сферами для співпраці України та Португалії є торгівля, енергетика, космічна інфраструктура, цифровізація, науково-технічне співробітництво тощо. В.Зеленський порушив питання солідарного розподілу сертифікованої вакцини та можливості її отримання Україною найближчим часом. В.Зеленський привітав свого колегу з початком головування Португалії в Раді ЄС. М.де Соуза зазначив, що Україна та Португалія – це Європа, і він підтримує євроінтеграційні прагнення нашої держави. В.Зеленський подякував за підтримку Португалією суверенітету й територіальної цілісності України. Співрозмовники також обговорили подальшу взаємодію на шляху інтеграції України до Північноатлантичного альянсу.
- на рівні глав зовнішньополітичних відомств

Контакти між керівниками зовнішньополітичних відомств України і Португалії мають постійний характер. Цю практику сторонами було розпочато ще у травні 1997 року, коли відбулася перша двостороння зустріч міністрів закордонних справ в рамках їх участі у сесії Ради Північноатлантичного співробітництва (м.Сінтра, Португалія), під час якої була парафована Хартія про особливе партнерство між Україною та НАТО.
Діалог міністрів закордонних справ України та Португалії було продовжено під час засідання РЄАП у грудні 1999 року в Брюсселі.
У лютому 2000 р. відбувся перший офіційний візит Міністра закордонних справ України Б.І.Тарасюка в Португалію.
У 2001 р. міністри закордонних справ зустрічалися двічі: під час засідання РЄАП (м.Будапешт, 29 травня) та ОБСЄ (м.Бухарест, 3 грудня).
Питання інтенсифікації двосторонніх відносин та актуальна міжнародна проблематика обговорювалась також під час зустрічі глав зовнішньополітичних відомств двох країн у вересні 2002 року в Нью-Йорку в рамках сесії ГА ООН.
13-14 лютого 2003 р. відбувся офіційний візит в Україну Міністра закордонних справ Португалії А.Мартінш да Кружа, під час якого сторони підписали Угоду про тимчасову міграцію громадян України для роботи в Португалії.
Протягом 2003-2004 рр. відбулись ще дві зустрічі глав зовнішньополітичних відомств України та Португалії, а саме: 2 грудня 2003 р. в м.Маастріхт (К.І.Грищенко — Т.Гоувейя) та 21 вересня 2004 р. в м.Нью-Йорк (К.І.Грищенко – А.Монтейру).
28 квітня 2006 р. Міністр закордонних справ України Б.І.Тарасюк провів переговори зі своїм португальським колегою Д.Фрейташем ду Амаралом у рамках участі у засіданні Комісії Україна-НАТО на рівні міністрів закордонних справ у м.Софія (Республіка Болгарія).
Важливою подією 2006 р. став також офіційний візит Міністра закордонних справ України Б.І.Тарасюка до Португалії, який відбувся 16-18 листопада 2006 р.
27 квітня 2007 р. в м.Осло (Норвегія), під час неформальної зустрічі керівників МЗС держав-членів НАТО, відбулася зустріч Міністра закордонних справ України А.П.Яценюка з його португальським колегою Л.Амаду.
15 січня 2008 р. в м. Мадрид, в ході І Форуму «Альянсу цивілізацій», відбулася зустріч заступника Міністра закордонних справ А.І.Веселовського з Міністром закордонних справ Португалії Л.Амаду, в ході якої були обговорені питання з усього спектру двосторонніх відносин.
У 2013 р., після тривалої перерви, у рамках роботи 68-ї сесії ГА ООН в Нью-Йорку, відбулася чергова зустріч міністрів закордонних справ двох держав, результатом якої стало підписання 25 вересня 2013 року Дорожньої карти розвитку українсько-португальських відносин на 2013-2015 роки. Згаданий документ окреслив першочергові кроки сторін у розвитку відносин у таких важливих сферах як політична, промислово-економічна, військова, гуманітарна, а також визначив форми надання Португалією сприяння українській стороні у здійсненні реформ з метою наближення України до Євросоюзу.
25 вересня 2014 р. відбулася зустріч Міністра закордонних справ України П.А.Клімкіна з Міністром закордонних справ Португалії Р.Машете в рамках участі у роботі 69-сесії Генеральної Асамблеї ООН в Нью-Йорку.
У період з 23 квітня по 23 жовтня 2015 р. відбулося три поспіль робочі візити в Україну Державного секретаря з європейських справ МЗС Португалії Бруну Масаеша.
15 вересня 2016 р. Міністр закордонних справ України П.Клімкін здійснив офіційний візит до Португальської Республіки, під час якого відбулися його переговори з Міністром закордонних справ Португалії А.С.Сілвою, а також зустрічі з Віце-президентом Асамблеї Португальської республіки Ж.Лакау, Головою Комітету у закордонних справах Асамблеї Республіки С.С.Пінту та депутатами парламенту, експертами, представниками ділових кіл та неурядових організацій. Під час цих заходів сторони основну увагу приділили війні на сході України, стану імплементації Мінських домовленостей, розвитку двостороннього політичного, економічного, культурного та інформаційного співробітництва. За результатами переговорів міністри закордонних справ України та Португалії підписали Дорожню карту українсько-португальських відносин на 2016-2018 роки, яка містить основні напрями співробітництва у сферах, що становлять взаємний інтерес. Окрім того, було проведено зустріч Міністра П.А.Клімкіна з українською громадою в Португалії.
10-11 липня 2017 р. Міністр закордонних справ Португальської Республіки А.С.Сілва здійснив офіційний візит в Україну. У рамках програми Глава МЗС Португалії був прийнятий Президентом України П.О.Порошенком, провів зустрічі з Першим віце-прем’єр-міністром України – Міністром економічного розвитку і торгівлі України С.І.Кубівим, Першим заступником Голови Верховної Ради України І.В.Геращенко, а також провів переговори з Міністром закордонних справ України П.А.Клімкіним.
9 вересня 2020 р. Міністр закордонних справ України Д.Кулеба ввідвідав Португалію з офіційним візитом. У рамках візиту відбулися переговори Міністра з його португальським колегою А.С.Сілвою. За підсумками переговорів міністрів закордонних справ двох країн організовано прес-конференцію. Крім того, Глава зовнішньополітичного відомства України провів зустрічі з Головою парламентського Комітету у закордонних справах та з питань португальських громад Асамблеї Республіки С.Пінту. Глава МЗС України також зустрівся з португальськими діловими колами та Міністром економіки та цифровізації Португалії П.Віейрою, а також взяв участь у заході з українською громадою. Міністр надав інтерв’ю провідній португальській газеті “Diário de Noticias”. У рамках візиту була підписана Дорожня карта українсько-португальських відносин на 2020-2022 роки.
- на рівні глав оборонних відомств

15–17 січня 2017 р. відбувся перший офіційний візит Міністра оборони України, генерала армії України С.Т. Полторака до Португальської Республіки, в рамках якого відбулися його зустрічі з Міністром національної оборони Португалії Ж.А.А.Лопешем, начальником Генерального штабу ЗС Португалії генералом А.Н.Піна Монтейру, з Президентом національної Комісії з питань оборони парламенту Португалії М.А.Коштою.
4 квітня 2018 р. відбувся перший в історії двосторонніх відносин офіційний візит Міністра національної оборони Португалії Ж.Азереду Лопеша в Україну, під час якого були обговорені з українською стороною перспективи співробітництва в оборонній сфері.
- контакти на урядовому рівні

7 липня 2017 р. Віце-прем'єр-Міністр з питань європейської та євроатлантичної інтеграції України І.О. Климпуш-Цинцадзе перебувала з робочим візитом в Лісабоні з метою участі у міжнародній конференції з питань гендерної рівності, організованій Асоціацією послів-жінок в Португалії під патронатом Президента Республіки М.Р. де Соузи. Окрім того, відбулися її зустрічі з Державним секретарем з європейських питань МЗС Португалії М.Маркеш та Головою Комітету закордонних справ Асамблеї Республіки С.Соуза Пінту.
13-14 вересня 2018 р. з візитом в Португалії перебував Перший Віце-прем’єр-міністр – Міністр економічного розвитку і торгівлі України С. Кубів. У рамках візиту відбулися зустрічі С.Кубіва з Міністром економіки Португалії М. Кабралом, на якій сторони обговорили спільні проекти в сільському господарстві та харчовій промисловості, будівництві, енергетиці та енергоефективності, транспорті, туризмі, космосі та авіа, та Віце-президентом Асамблеї Республіки Ж. де Матуш Коррейа. С.Кубів відкрив українсько-португальський бізнес-форум та поінформував португальських підприємців про нові можливості співпраці та інвестицій в Україні, зробивши наголос на промисловій співпраці, “зеленій енергетиці”, АПК, ІТ, інноваціях та приватизації.
11 червня 2021 р. Віце-Прем’єр-міністр України з питань європейської та євроатлантичної інтеграції О.Стефанішиної мала телефонну розмову з Міністром закордонних справ Португалії А.Сілвою, під час якої були обговорені питання підтримки Португалією надання Україні Плану дій щодо членства в НАТО, а також європейської перспективи України.  
Міжпарламентське співробітництво
17 травня 2006 р. в Асамблеї Республіки (парламент) вперше в історії двосторонніх відносин була офіційно зареєстрована Парламентська група дружби «Португалія-Україна», до складу якої увійшли представники більшості фракцій португальського парламенту (всього – 11 депутатів).
20-23 квітня 2008 р. відбувся перший в історії двосторонніх відносин офіційний візит Голови Верховної Ради України А.П.Яценюка до Португальської Республіки, головною метою якого стало обговорення з керівництвом Португалії євроінтеграційних та євроатлантичних намірів України, поглиблення міжпарламентського та торговельно-економічного співробітництва, а також питань, пов’язаних із захистом прав та інтересів громадян України, які тимчасово працюють у Португалії. Візит Голови Верховної Ради України дозволив надати новий поштовх розвитку міжпарламентських зв’язків між Україною та Португалією, включаючи особисте знайомство керівників парламентських комітетів із європейських і закордонних справ, з питань оборони та груп дружби, визначення пріоритетів співпраці на різних напрямках.
15-16 листопада 2016 р. відбувся візит в Україну делегації Асамблеї Республіки на чолі з Головою Комітету закордонних справ та португальських громад С.С. Пінту. До складу делегації також увійшов Голова групи дружби «Португалія-Україна» Е. Б.Діаш. У рамках зазначеного візиту відбулися зустрічі португальської делегації з Першим заступником Голови ВРУ І.Геращенко, Віце-прем’єр-міністром І.Климпуш-Цинцадзе та Заступником Міністра закордонних справ України В.Пристайком, під час яких було обговорено двосторонні відносини, ситуацію на Сході України та російську агресію. Португальська сторона наголосила на підтримці України в збереженні територіальної цілісності та суверенітету.
У рамках реалізації Програми Ради Європи «Децентралізація і територіальна консолідація в Україні», а також у контексті впровадження в Україні відповідних реформ, у період з 9 по 19 червня 2017 р. в Португалії з навчальним візитом перебувала делегація секретаріату Комітету Верховної Ради України з питань державного будівництва, регіональної політики та місцевого самоврядування, яка провела зустрічі з керівництвом Національного інституту управління, Національної асоціації парафій та Національної асоціації муніципалітетів Португалії, а також представниками Департаменту міжнародних відносин Асамблеї Республіки.
У листопаді 2018 р. відбувся візит в Україну Голови групи дружби Португалія-Україна, депутата Асамблеї Республіки Р.Бешіги з метою участі у заходах, присвячених 85-м роковинам Голодомору 1932-1933 років. 23 листопада 2018 р. Р.Бешіга виступив на меморіальному засіданні у Верховній Раді України, присвяченому вищезазначеній річниці.
20-26 березня 2019 р. з офіційним візитом в Лісабоні перебувала делегація Групи ВРУ з міжпарламентських зв’язків України з Португальською Республікою на чолі з її Головою П.В.Дзюбликом. У ході візиту згадана делегація зустрілася з Віце-президентом Асамблеї Республіки Португалії Ж.Лакау, з групою дружби «Португалія – України» в Асамблеї Республіки на чолі з її Головою Р.Бешігою, Генеральним директором з питань зовнішньої політики МЗС Португалії П.Перейрою, а також взяла участь в організованій Посольством України в Португалії міжнародній конференції, присвяченій 5-м роковинам російської окупації Криму.
У Верховній Раді України нового скликання 10 лютого 2020 року була створена група з міжпарламентських зв’язків України з Португалією у складі 10 депутатів. Керівник групи – представник фракції партії «Слуга народу» І.С.Васильєв.
В Асамблеї Республіки 26 березня 2021 була створена Група дружби Португалія -України в Асамблеї Республіки у складі 11 депутатів. Голова групи – член Соціалістичної партії Д.Леау.
26 травня 2021 р. на засіданні Комісії у закордонних справах та португальських громад Асамблеї Республіки була проголосована резолюція на підтримку України : № 551/XIV «Занепокоєння міжнародною ситуацією на сухопутних та морських кордонах України”, ініційована низкою депутатів  правлячої Соціалістичної партії.

### Торговельно-економічне співробітництво
Торговельно-економічне співробітництво між Україною та Португалією
Результати 2023 року демонструють певне пожвавлення двосторонньої торгівлі України і Португалії. Товарний оборот збільшився на 49,4% та становив 293,65 млн дол. США. Український товарний експорт до Португалії збільшився на 64,6% та сягнув 223,4 млн дол. США (порівняно з 140,5 млн дол. США за 2022 рік), а український товарний імпорт із Португалії збільшився на 15,3% і склав 70,1 млн дол. США (у порівнянні з 64,1 млн дол. США за 2022 рік). Позитивне сальдо для України склало 153,4 млн дол. США.
За результатами 2022 року Португалія посідала 27 місце за обсягами двосторонньої торгівлі між Україною та країнами Європи з питомою вагою 0,4% від загального. Зовнішньоторговельний обіг становив 204,6 млн дол. США (↓54,6%), український експорт до Португалії зменшився на 59,5% та становив 140,5 млн дол. США (порівняно з 346,8 млн дол. США у 2021 році), а український імпорт із Португалії знизився на 38,6% і склав 64,1 млн дол. США (у порівнянні з 104 млн дол. США за 2021 рік). Позитивне сальдо для України складало 76,4 млн дол. США.
Динаміка торгівлі товарами та послугами між Україною та Португалією
(млн. дол. США)
|                           | 2016  | 2017  | 2018  | 2019  | 2020  | 2021  | 2022           | 2023           |
| Зовнішньо-торговий оборот | 278,7 | 323,3 | 331,3 | 376,6 | 311,9 | 462,4 | 204,6 (↓54,6%) | 293,6 (↑49,4%) |
| Експорт                   | 228,1 | 264,1 | 252,4 | 288,3 | 240,0 | 359,7 | 140,5 (↓59,5%) | 223,4 (↑64,6%) |
| Імпорт                    | 50,6  | 59,2  | 78,9  | 88,3  | 71,9  | 102,7 | 64,1 (↓38,6%)  | 70,1 (↑15,3%)  |
| Сальдо                    | 177,5 | 204,9 | 173,5 | 200,0 | 168,1 | 257   | 76,4           | 153,4          |

Торгівля товарами
Протягом 2023 року основними статтями українського експорту до Португалії традиційно залишаються продукти сільського господарства (77,5% від загального експорту), зокрема: зернові культури (74%), насіння і плоди олійних рослин (2%), жири та олії тваринного або рослинного походження (1,6%), а також чорні метали (9,5%) та меблі (1,5%).
Товарна структура імпорту з Португалії: готові харчові продукти, напої (16,6%), електричні машини, котли (19,3%), корок та вироби з нього (7,6%), папір та картон (11%).
Інвестиційне співробітництво
Співробітництво України з Португалією в інвестиційній сфері базується на положеннях Угоди про сприяння та взаємний захист інвестицій (2003 р.) та Меморандуму про співпрацю між Українським центром сприяння іноземному інвестуванню та Агентством з питань інвестицій та зовнішньої торгівлі Португалії (2009 р.).
За даними Національного банку України станом на 31.12.2021 Португалія інвестувала в економіку України 14,3 млн дол. США прямих інвестицій. Основними португальськими інвесторами в Україну вважаються компанія «AMORIM», світовий лідер виробів з корку, а також компанія «FAPOMED», що здійснює пошив медичного одягу в Україні (смт. Гоща, Рівненська область). Заявлені інвестиції компанії становлять 8,3 млн дол. США.
За даними Національного банку України станом на 31.12.2021 інвестиції з України до Португалії надійшли до сфери фінансової та страхової діяльності. Проте, інформація стосовно їх обсягу є конфіденційною згідно з Законом України “Про державну статистику” у зв’язку з тим, що інвестиції надійшли не більше, ніж від 2 суб’єктів підприємництва.
Українсько-португальська Спільна Комісія з економічного співробітництва (далі - Комісія)
Правова підстава створення та діяльності Комісії: Стаття 8 Угоди про дружбу та співробітництво між Україною та Португальською Республікою, Стаття 5 Угоди між Україною та Португальською Республікою про економічне співробітництво.
Засідання Комісії:
03 квітня 2009 р. в м. Києві відбулося перше засідання Комісії під співголовуванням заступника Міністра економіки України Н. Бойцун та Державного Секретаря з питань промисловості та інновацій Міністерства економіки та інновацій Португалії А. К. Герра.
19–20 червня 2018 року в м. Лісабон відбулося друге засідання Комісії під співголовуванням Міністра культури України Є. Нищука та Міністра економіки Португалії М. Кабрала.
Наразі опрацьовується питання проведення Третього засідання Комісії у 2024 році. Головою української частини є Перший віце-прем’єр-міністр - Міністр економіки України Ю. Свириденко (постанова КМУ від 08.09.2023 №968).
Пріоритетами співпраці на торговельно-економічному напрямку можна вважати:
розширення номенклатури експорту та збільшення позитивного для України торговельного сальдо;
забезпечення реалізації ініціативи Прем’єр-Міністра ПР А.Кошти щодо участі Португалії у відбудові освітніх закладів Житомирської області України;
реалізація перспективних українсько-португальських проєктів в енергетиці (альтернативна енергетика та використання відновлюваних джерел енергії, виробництво біопалива, будівництво енергетичної інфраструктури), суднобудуванні, в тому числі на ринках третіх країн, а також виноробстві.

### Науково-технічне співробітництво між Україною та Португалією
Правовою основою українсько-португальської співпраці у науково-технічній сфері є міжурядова Угода між Україною і Португальською Республікою про співробітництво в галузі освіти, культури, науки, технологій, молоді, спорту та засобів масової інформації, яка набула чинності 5 грудня 2001 р.
Важливим документом, який створює правову основу для розвитку НТС в галузі альтернативної енергетики, є Меморандум про взаєморозуміння у сферах енергоефективності, відновлюваної енергетики та альтернативних видів палива, підписаний 18 грудня 2017 р.
На сьогодні Португалія займає провідні позиції у Європі в галузі використання відновлюваних джерел енергії, частка яких у кінцевому споживанні електроенергії в цій країні на кінець 2019 року перевищувала 29% (у той час, як планами Єврокомісії передбачалося досягнення країнами-членами ЄС у 2020 році відповідного показника у 20%).
З огляду на досягнення Португалії у цій галузі та значні потреби у розвитку згаданого напряму в Україні, двостороннє співробітництво в енергетичній галузі, особливо у використанні відновлювальних джерел енергії, має значні перспективи.
Іншим пріоритетним напрямом науково-технічного співробітництва двох країн є космічна галузь. Португалія розвиває наземну космічну інфраструктуру на Азорських островах. У рамках Стратегії «Португалія Космос 2030» визначені амбітні завдання з розвитку цієї галузі. На даний час сторони ведуть діалог в напрямку пошуку тем, які становлять взаємний інтерес.
Перспективним є співробітництво у сфері цифровізації. Останнім часом збільшується присутність українських ІТ-компаній на території Португалії. Цьому сприяють умови для розвитку бізнесу, доступ до європейського ринку, наявність у Португалії кваліфікованих ІТ-фахівців. Україна готова поділитися власним досвідом у сфері цифровізації, практичні аспекти якого будуть обговорені на рівні відповідальних державних органів. Це сприятиме  пришвидшенню цифровізації, яка в наших країнах визначена державним пріоритетом.
У Португалії регулярно проводяться міжнародні конференції, форуми, виставки досягнень у високотехнологічних галузях економіки. Зокрема, останніми роками тут відбулись такі масштабні міжнародні заходи: Друга конференція в рамках Постійного форуму з цифрових компетенцій INCoDe.2030; Міжнародна конференція «Системи охорони здоров'я, засновані на оцінці вартості та результатів»; Міжнародна конференція «Нові виклики і можливості для національної оборонної промисловості»; 27-а Європейська конференція та виставка з питань біомаси – EUBCE 2019; Форум «Наука 2019»; Веб Саміт; 17-й Інноваційний Саміт СОТЕС 2020 «Від 4.0 до промислового ренесансу» тощо. Участь в таких заходах є важливою з точки зору пошуку перспективних напрямів українсько-португальського НТС.

### Культурно-гуманітарне співробітництво між Україною та Португалією
Співробітництво України з Португалією у культурно-гуманітарній сфері базується на положеннях Угоди між Україною і Португалією про співробітництво в галузі освіти, культури, науки, технологій, молоді, спорту та засобів масової інформації від 05 грудня 2001 р., а також низці протоколів та угод, укладених між вищими навчальними закладами країн.
Двосторонні контакти:
У травні 2016 р. відбувся робочий візит до Португалії делегації українських освітян у складі ректорів КНУ ім. Т.Шевченка Л.В.Губерського, Національного педагогічного університету ім.М.Драгоманова В.П.Андрущенка та Київського університету ім.Б.Грінченка В.О.Огневюка, президента Національної академії педагогічних наук України В.Г.Кременя, голови Державної інспекції навчальних закладів України Р.В.Гурака та професора КНУ ім. Т.Шевченка В.І.Сергійчука. Під час свого перебування в Португалії українська делегація провела переговори з керівництвом Лісабонського університету, Католицького університету Португалії та Нового університету Лісабона, у ході яких було обговорено широке коло науково-освітніх питань, зокрема шляхи активізації співпраці та налагодження партнерських відносин між українськими і португальськими вищими навчальними закладами.
У серпні 2016 р. було проведено Skype-конференцію представників місцевих українських громадських організацій з Міністром культури України Є.Нищуком з метою обговорення перспектив розвитку культурного співробітництва між Україною та Португалією із залученням до цієї роботи представників української громади Португалії.
У жовтні 2016 р. відбувся візит до Португалії Міністра освіти та науки України Л.Гриневич з метою участі у роботі Форуму мігрантів Європи, у рамках якого було проведено її зустріч з керівниками українських громадських організацій та культурно-освітніх центрів у Португалії.
29 січня 2018 р. в мерії Лісабона відбулася церемонія передачі символічного ключа місту-господарю пісенного конкурсу Євробачення-2018 за участю мерів Києва В.Кличка та Лісабона Ф.Медіни. Перед зазначеною церемонією відбулася зустріч В.Кличка з Ф.Медіною, під час якої сторони обмінялися думками щодо інтенсифікації співробітництва між містами-побратимами Києвом та Лісабоном.
19 квітня 2018 р. в м.Лісабон відбулися зустрічі Заступника Міністра молоді та спорту М.Мовчана з Державним секретарем Португалії з питань молоді та спорту Ж.П.Ребелу та Ректором Лісабонського університету А. да Круж Серра, головними результатами яких стало узгодження практичних питань щодо імплементації Меморандуму про взаєморозуміння між Міністерством молоді та спорту України і Міністерством освіти Португальської Республіки про співробітництво у молодіжній сфері, сфері фізичної культури і спорту, укладеного 18 грудня 2017 року.
20 червня 2018 р. в м.Лісабон відбулася зустріч міністрів культури України Є.Нищука і Португалії Л.Ф. Каштру Мендеша, під час якої сторони обговорили розвиток співробітництва у культурній сфері шляхом обміну творчими колективами, організації днів кіно України в Португалії і навпаки.
30 січня 2019 р., за ініціативи української сторони, відбулася зустріч Посла України І.В. Огнівець з Міністром культури Португалії Г.Фонсекою з метою обговорення питань активізації культурного співробітництва між Україною та Португалією.
26 березня 2019 р., що у рамках перебування в Лісабоні української делегації у складі начальника Управління державного регулювання та реалізації кінопроектів Держкіно А.Голосова, продюсерів фільму «Позивний «Бандерас»» О.Клименко та С.Баранова, оператора-постановника альманаху «Моя країна – Україна» О.Бабицької та засновника БО «БФ «Двері»» Л.Гутаревич, відбулася її зустріч з Головою Інституту кіно, аудіо та відео Португалії Л.Ш. Вашем з метою налагодження співробітництва між Україною та Португалією у сфері кінематографії. Окрім того, того ж дня українська делегація відвідала відому португальську кіностудію «Cinemate», засновану у 1965 р., з метою налагодження безпосередніх контактів з кінематографічною спільнотою Португалії для реалізації спільних проектів.
5 листопада 2019 р. відбулася зустріч Генерального директора - художнього керівника Київського національного академічного театру оперети Б. Струтинського та Директора «Teatro Politema», режисера та сценариста Ф. Ла Феріа, під час якої сторони підписали Угоду про співробітництво між Київським національним академічним театром оперети та театром «Teatro Politeama», яка сприятиме реалізації спільних проектів та розвитку українсько-португальського співробітництва у культурній сфері.
Культурно-мистецькі заходи на території Португалії
Посольство України ініціює та підтримує проведення всіх культурно-мистецьких заходів на території Португалії, реалізація яких сприяє поширенню знань про Україну та її самобутню культуру і мистецтво в країні перебування, а також зміцнює позитивний імідж України.
З 2017 року були проведені, зокрема, такі заходи:
- під час перших сходин 2020-2021 року Спілки української молоді в Португалії, біля пам’ятника Т.Шевченку в Лісабоні за участі Посла України організовано перегляд документального фільму «Соловей співає» - новаторського та монументального дослідження проблем мовного питання в Україні (вересень 2020 р.);
- з нагоди офіційного візиту Міністра закордонних справ України Д.Кулеби до Португалії та відзначення першої річниці відкриття пам’ятника Т.Шевченку в м.Лісабон, на площі Італії відбувся урочистий захід за участі представників міської влади португальської столиці та української громади, яка проживає в Португалії, під час якого відбулася символічна церемонія висадження дерева – коркового дубу, який є офіційним символом Португалії (вересень 2020 р.);
- два онлайн-покази українських фільмів - «Хайтарма» (з англійськими субтитрами) А.Сеїтаблаєва у День пам’яті жертв геноциду кримськотатарського народу та «Спадок нації» (з португальськими субтитрами) Л.Воронюк у День Вишиванки 2020 – День Родоводу (травень 2020 р.);
- за спільної організації Посольства України та Асоціацією мешканців та підприємців району Парк Націй м.Лісабон, поетичний вечір, присвячений вшануванню пам’яті Тараса Шевченка, в Casino Lisboa (березня 2020 р.);
- за спільної організації Посольства України, Державного агентства України з питань кіно, БО «БФ «Двері»» та за підтримки Інституту кіно, аудіо та відео Португалії і лісабонської районної ради Луміар, Дні українського кіно, протягом яких було продемонстровано п’ять українських стрічок: «Позивний Бандерас», «Пропала грамота», «Рівень чорного», «Моя країна – Україна» та «Війна химер» (березень 2019 р.);
- у провідному театрі португальської столиці - «Teatro Politeama», гала-концерт камерного складу колективу Київського національного академічного театру оперети під назвою «Ніч української оперети в Лісабоні» (листопад 2019 р.);
- культурно-мистецький мультидисциплінарний проект «Під зорею Пінзеля. Барокове мистецтво і строї епохи» (квітень 2018 р.);
- культурний захід з метою представлення композиції українського учасника Євробачення-2018 Меловіна та творчості української співачки, переможниці Євробачення-2004 Руслани Лижичко (травень 2018 р.);
- виступ української співачки Руслани перед фіналом Євробачення-2018 на головній площі португальської столиці та другій по важливості сцені пісенного конкурсу Eurovision Village (травень 2018 р.);
- показ фільму «Дякую», знятого на замовлення Міністерства інформаційної політики України (червень 2018 р.);
- показ художнього фільму А. Сеітаблаєва «Кіборги. Герої не вмирають» (жовтень 2018 р.);
- тематичний культурний захід «Культурний код. Традиції та Сучасність» з представленням трипільської культури, сучасного українського дитячого одягу та архітектури (листопад 2018 р.);
- показ документального фільму «Рейд. Сила нескорених» за участю Героїв України І. Герасименка та О. Порхуна (грудень 2018 р.);
- концерт музичного колективу з м.Одеса, який спеціалізується на виконанні старовинної музики - ансамблю «Pracht-Ensemble» на церемонії відкриття пам’ятної таблички, присвяченої візиту Першої леді України М.А. Порошенко до Палацу Незалежності, що відбувся 18 грудня 2017 року у рамках офіційного візиту Президента України П.О. Порошенка до Португалії (грудень 2018 р.);
- низка художніх виставок робіт О.Шупляка у мм. Лісабон, Брага, Редонду (2017-2018 рр.);
- виставка п’яти українських художників (О.Шупляк, М.Сов’як, О.Танасів, К.Шепляков та В.Васькова) у відомому музеї португальської столиці - «Дім-музей Медейруш і Алмейда» (квітень 2018 р.);
- виставка сучасного українського мистецтва з представленням робіт української художниці О.Годяєвої в Історичному товаристві Незалежності Португалії (вересень 2018 р.);
- виставка Петриківського розпису Н.Стативи-Жарко та концерт українського скрипаля К. Стеценка в Галереї «Фернанду Пессоа» Палацу Незалежності з нагоди 100-річчя дипломатичної служби України (грудень 2017 р.).

Посольством України щорічно проводяться культурно-іміджеві заходи зі вшанування пам’яті жертв Голодомору 1932-1933 рр. та донесення до португаломовної громадськості неупередженої інформації про цю трагічну сторінку історії України. Зокрема:
- 2017 рік: міжнародна конференція «Голодомор 1932-1933: Геноцид українського народу» та виставка «Невідомий геноцид українців» у провідному державному вищому навчальному закладі португальської столиці – Лісабонський університет (22 листопада); екуменічна служба за участю священників УГКЦ, Константинопольської православної церкви Вселенського Патріархату та УПЦ Київського Патріархату, яку очолив архієпископ Рівненський і Острозький УПЦ Київського Патріархату Іларіон, в сакраментальному місці для португальців – Монастирі єронімітів м.Лісабон (25 листопада).
- 2018 рік: міжнародна акція «Запалімо свічку пам’яті!» у Санктуарії Діви Марії м.Фатіма (6 жовтня); міжнародна конференція «Нас вбивали, бо ми українці» в Лісабонському університеті (12 жовтня);
- 2019 рік: колоквіум та документальна виставка, присвячені вшануванню пам’яті жертв Голодомору 1932-1933 рр., в міжнародному коледжі St. Peter's International School в м. Палмела, регіон Сетубал, з ініціативи учениці цього коледжу Катаріни Лопеш (19 листопада).

З більш детальною інформацією, а також фото та відеоматеріалами щодо вищезазначених та інших культурних заходів, проведених за організації або за сприяння Посольства України, можна ознайомитися на офіційних сторінках дипломатичної установи у Facebook та Twitter.
Пам’ятник Т.Г. Шевченку в м.Лісабон
14 вересня 2019 р. відбулося урочисте відкриття пам’ятника Тарасу Шевченку на площі Італії в м.Лісабон, автором якого став португальський скульптор Е.де Карвалью.
Пам’ятник був споруджений українською громадою у Португалії за сприяння Посольства України та місцевої влади Лісабона.
Процес тривав 8 років та розпочався у 2011 році, коли рішенням Міської ради м.Лісабон було виділене відповідне місце для розташування майбутнього пам’ятника. 1 квітня 2012 р. відбулося урочисте відкриття пам’ятного знаку на місці майбутнього пам’ятника Т.Г.Шевченку.
З метою обрання проєкту пам’ятника Т.Г. Шевченку була створена робоча група, яка провела у вересні 2017 р. відкритий конкурс, на якому переміг проект вищезазначеного португальського скульптора.
Для забезпечення вирішення питань юридичного та фінансового характеру, пов’язаних зі спорудженням та встановленням зазначеного пам’ятника у Лісабоні, 16 лютого 2019 р. було прийнято рішення про створення Асоціації «MONTARÁS – MONUMENTO AO TARÁS SHEVCHENKO EM LISBOA», головою якої було обрано активісту української громади в Португалії О.Заруму.
23 березня 2019 р. було підписано договір між згаданою Асоціацією та скульптором Е.Карвалью щодо виготовлення пам’ятника Т.Шевченку.
Визнання Португалією Голодомору 1932-1933 рр.
на парламентському рівні
3 березня 2017 р. на пленарному засіданні Асамблея Республіки схвалила дві резолюції:
- № 233/XIII від 2 березня 2017 року «Визнання «Голодомору» - Великого Голоду 1932-1933 рр. в Україні», якою визнається Голодомор 1932-1933 рр. геноцидом українського народу;
- N.º 235/XIII від 2 березня 2017 року «Вшанування пам’яті жертв Великого Голоду в Україні»

на муніципальному рівні:
- Резолюція щодо «Голоду в Україні 1932-1933 років (Голодомор), прийнята муніципалітетом м.Грандола 14 червня 2008 року;
- Резолюція щодо «Голоду в Україні 1932-1933 років (Голодомор), прийнята Муніципальною Асамблеєю м.Алканена 27 червня 2008 року;
- Резолюція про засудження Голоду 1932-1933 рр. в Україні (Голодомор), прийнята Муніципальною Асамблеєю м.Лагуш 29 вересня 2008 року;
- Резолюція, внесена осередком Спілки українців у Португалії у м.Агеда, прийнята Муніципальною Асамблеєю м.Агеда 29 грудня 2008 року;
- Резолюція про засудження Голоду 1932-1933 рр. в Україні (Голодомор), прийнята Муніципальною Асамблеєю м.Абрантеш 20 лютого 2009 року;
- Резолюція «Голодомор - Великий голод 1932-1933 років - один з геноцидів ХХ століття», прийнята Муніципальною Асамблеєю м.Брага 13 липня 2018 року.[10]

### Українська громада в Португалії

#### Інформація про українську громаду в Португалії
Масово українці стали приїжджати до Португалії переважно наприкінці 90-х років минулого століття. Передумовами масової появи на території Португальської Республіки українських громадян стали соціально-економічні процеси в Україні, пов’язані з перехідним періодом розвитку молодої незалежної держави. Складна економічна ситуація, передусім, в її західних регіонах, де були відсутні промислові підприємства, а сільське господарство не могло задовольнити роботою усіх мешканців, значною мірою сприяли їх виїзду за кордон з метою пошуку нових можливостей реалізації себе у професійному плані.
Португалія виявилася країною ЄС з найбільш м’яким щодо іммігрантів законодавством та потребою, переважним чином, у робочій силі в окремих галузях: будівництві, сфері обслуговування тощо.
За даними SEF, вподовж останніх років в Португалії спостерігається збільшення кількості іноземних громадян, що отримують посвідки на проживання. Зокрема, на сьогодні в Португалії проживають 662 095 тис. офіційно зареєстрованих іноземців (+ 12,2% у порівнянні з попереднім 2019 роком), серед яких громадяни України за своєю кількістю посідають п’яте місце (28 629 тис. офіційно зареєстрованих осіб або 4,3% від загальної кількості іноземців, відповідно до офіційних статистичних даних за 2020 рік), перше — громадяни походженням з Бразилії (183 993 осіб або 27,8%), друге — громадяни походженням з Великобританії (46 238 осіб або 7%), третє — громадяни походженням із Кабо-Верде (36 609 осіб або 5,5%), четверте — громадяни походженням з Румунії (30 052 осіб або 4,5%).
Слід відзначити, що значне скорочення громадян України на території Португалії обумовлюється із року в рік, головним чином, не масовим виїздом з країни, а, насамперед, набуттям португальського громадянства і/або статусу постійно проживаючих громадян, які після цього де-юре і де-факто вибувають зі списку іноземних громадян.
Довідково: загальна чисельність української громади до кризи 2008-2009 років оцінювалася експертами в більше, ніж 100 тис. осіб, а на початок 2010 року – 52 500 тис. українців.
За статистичними даними, у 2020 р. 1960 громадян України набули португальське громадянство, у 2019 р. - 2738 громадян України, з них 337 громадян України набули громадянство Португалії шляхом укладання шлюбу.
Переважна більшість українців, які приїхали до Португалії, є вихідцями із західних областей України (Чернівецька, Тернопільська, Івано-Франківська, Львівська, Волинська). Окрім них, є представники й інших областей, зокрема, Вінницької, Дніпропетровської, Черкаської, Донецької, Луганської, Сумської та АРК.
Соціальний склад української громади є різноманітним: селяни, робітники, інженери, лікарі, музиканти, колишні військові, вчителі тощо. Українські робітники, у своїй більшості, користуються підвищеним попитом на португальському ринку праці з огляду, передусім, на їх високий освітній рівень, дисциплінованість та працьовитість.
Українці в Португалії зарекомендували себе працелюбною нацією, не схильною до конфліктів, що отримало схвалення у португальському суспільстві.
Українські громадяни проживають на усій території Португалії, як у містах, так і в сільській місцевості, із виразною концентрацією в основних промислових центрах країни та великих містах (столиця Лісабон, Кашкайш, Сінтра, Сетубал, Сантарень, Коїмбра та інш.), на півночі (Порту, Візеу, Авейру, Віана-ду-Каштелу та інш.) й півдні (Фару, Албуфейра, Портімау, Лагоа, Лагуш). Незначна кількість українців проживає у автономних регіонах Португалії – на Азорських островах та острові Мадейра.
***
З метою забезпечення та більш ефективного захисту своїх прав та інтересів, вирішення нагальних питань щодо задоволення соціально-культурних потреб, збереження своєї національної ідентичності, українці, які проживають в Португалії ще з початку 2000-х років розпочали процес об’єднання у різноманітні громадські організації.
Нині в Португалії діють 14 українських громадських організацій, зокрема, Спілка українців в Португалії (Associação dos Ucranianos em Portugal), Асоціація «Словесна піраміда» (Associação «Pirâmide das palavras»), Спілка української молоді в Португалії (Associação da Juventude Ucraniana em Portugal), Спілка українців Алгарве (Associação dos Ucranianos do Algarve), Українсько-португальський освітньо-культурний центр «Школа імені Т.Шевченка» м.Фару (Centro educativo e cultural luso-ucraniano «Escola Tarás Shevtchenko»), Асоціація «Джерело Світу» (Associação «Fonte Mundo»), Громадська організація «Португальсько-Український Соціально-Культурний Центр: Україна-Португалія-Європа», м.Брага (UPE (Ucrânia-Portugal-Europa) Associação Centro Social e Cultural Luso-Ucraniano), Асоціація українців Португалії «Собор» (Associação dos Ucranianos em Portugal «Sobor»), Асоціація «Християнський Рух Українців у Португалії» (Associação «Movimento Cristão dos Ucranianos em Portugal»), Асоціація культури та соціальної солідарності «Український Дім», м.Лісабон (Associação da cultura e solidariedade social «Casa da Ucrânia»), Асоціація «Тенденції успішності» (Associação «Êxito das tendências»), Благодійна асоціація «Янголи Милосердя» (Associaçao Solidaria Anjos de Misericordia), Культурна асоціація солідарності та підтримки «Добре серце» (Associação Cultural de Solidariedade e Apoio - Coração Bondoso), Українська соціально-культурна асоціація «Пліч-о-пліч» (Lado a Lado – Associação Socio-Cultural Ucraniana).
Спілка українців у Португалії являється членом СКУ. Голова СУП П.Садоха був обраний у 2018 році Регіональним віцепрезидентом СКУ у Західній Європі.
Робота Посольства України з представниками української громади проводиться на систематичній основі та базується на підтримці Посольством та участі представників дипустанови у проведенні культурно-мистецьких та інформаційних заходів (тематичних уроків та бесід, флешмобів, концертів, показів документальних фільмів з нагоди відзначення пам’ятних дат або важливих подій в Україні), організованих цими організаціями в Португалії, та які, у свою чергу, сприяють поширенню знань про Україну, підвищують рівень обізнаності серед української молоді про її самобутню культуру та мистецтво, а також зміцнюють міжнародний імідж України. Крім того, така взаємодія відбувається під час зустрічей з представниками української громади, проведення виїзних консульських обслуговувань в регіонах Португалії, шляхом розміщення відповідної інформації на інформаційних стендах ПУ тощо.
Значна увага в роботі Посольства приділяється реалізації Плану заходів МЗС та фінансуванню проектів в рамках виконання бюджетної програми 1401110 в частині підтримки зв’язків з українцями, які проживають за кордоном, відповідно до вимог чинного бюджетного законодавства України. Проте, до реалізації проектів в рамках цієї програми більшість громадських організацій, що діють в Португалії, ставляться досить пасивно.
***
Відзначаємо, що на сьогодні у Португалії відсутні школи із викладанням української мови або в яких викладаються українознавчі предмети, які фінансуються з державного бюджету Португалії.
При цьому, з метою забезпечення освітніх потреб українців в Португалії при громадських організаціях, створених українськими іммігрантами, діють культурно-освітні центри (КОЦ). У зазначених центрах предмети викладаються українською мовою.
Так, в Португалії в режимі суботньої школи діють: КОЦ «Дивосвіт» (м.Лісабон) при СУП, Українсько-португальський КОЦ «Школа ім. Т.Шевченка», м.Фару (автономна юридична особа), ДЮЦ «Соняшник» (м.Аґеда) при СУП, ДЮЦ «Барвінок» (м.Віла Нова де Гая) при СУП, УКОЦ «Долонька» (м.Евора) при СУП, КОЦ «Веселка» (м.Сантарень) при СУП, КОЦ «Родина» (м.Лісабон) при Асоціації «Тенденції успішності», КОЦ «Оберіг» (м.Ешторіл) при Асоціації «Джерело світу», КОЦ «Відродженя» (м.Фатіма), «Барвінок» (м.Каштанейра), «Джерело» (м.Тореш Ведраш) при Асоціації «Собор», УКОЦ «Світлиця» при Українській соціально-культурній асоціації «Пліч-о-пліч».
Переважна більшість зазначених КОЦ співпрацюють на підставі двостороннього договору з Державним закладом загальної середньої освіти «Міжнародна українська школа» з метою проведення річного оцінювання та державної підсумкової атестації учнів-екстернів цього закладу.
На базі Асоціації «Словесна піраміда» функціонує Лісабонський навчально-консультаційний Центр відкритої освіти МАУП, в якому студенти дистанційної форми навчання мають змогу отримати документи про освіту державного зразка, що підтверджує освітньо-кваліфікаційний рівень «бакалавр».
***
Належним чином забезпечені також права українців в Португалії на свободу світогляду та віросповідання. Представники української громади мають змогу відвідувати богослужіння, які ведуться українською мовою українськими священниками парафій Іспанської і Португальської митрополії Константинопольської Православної Церкви, а також УГКЦ в Португалії (Василіянський Чин Святого Йосафата, Ordo Basilianus Sancti Josaphat).
Іспанська і Португальська митрополія – єпархія Константинопольської православної церкви з єпархіальним центром у Мадриді, що охоплює Іспанію і Португалію. Більшість священників та вірян єпархії — православні українці. Правлячий архієрей — митрополит Полікарп (Ставропулос) (з 6 травня 2007 року). На сьогодні в Португалії налічується більше 10 парафій православних українців.
Відповідно до умов Томосу про автокефалію ПЦУ деякі парафії колишньої УПЦ КП, що діяли в Португалії, перейшли в юрисдикцію митрополії Константинопольського патріархату.
Парафії та осередки УГКЦ в Португалії почали утворюватися на початку 2000-х. На сьогодні для вірних УГКЦ в Португалії працюють 8 священників, які обслуговують місійні станиці у 10 дієцезіях і надають душпастирську опіку більше 10 тисячам вірних.
Також, при УГКЦ м.Лісабон діє катехитична школа оо. Василіан, головною метою якої є робота та виховання українських дітей різного віку у християнському дусі, в любові до Бога та до Церкви.
Питання забезпеченості культовими будівлями вирішуються парафіями самостійно шляхом оренди відповідних приміщень.
***
В Португалії відсутні українські культурно-мистецькі заклади, створені закордонними українцями або фінансовані з державного бюджету Португалії.
Серед найпомітніших та найталановитіших українських митців, що проживають в Португалії, відзначаємо таких:
- Костянтин Шепляков, український митець та художник, різьбяр ікон по дереву, самовідданий багаторічній творчій праці, високий професіонал, зробив значний особистий внесок у розвиток українського іконопису та проводить активну виставкову діяльність на теренах Португалії;
- подружжя Валерій та Маріта Васькови, українські художники, художні твори яких збагатили художню мистецьку скарбницю України, є вагомим внеском у розвиток українського мистецтва за кордоном, створення позитивного іміджу України в світі. В.Васьков (1947 – 2015) – заслужений працівник культури України, член Спілки художників Португалії (Sociedade Nacional de Belas Artes). М.Васькова – власниця авторської арт-галереї «Running Elephant Gallery» в м.Лісабон;
- Лариса Савченко, українська оперна співачка Національної Консерваторії м.Лісабон. Професіоналка із вражаючим голосом, яка співає в діапазоні мецо-сопрано. Володіє чудовими навичками викладацької діяльності. Виступає на сценах найбільших та найвідоміших театрів Португалії.

***
За результатами спільного об’єднання зусиль українських громадських організацій та дипломатичних представництв України на території Португалії (Посольства та Консульства в м.Порту), з кожним роком в Португалії з’являються нові культурні пам’ятки.
На сьогодні в Португалії встановлено:
| Місце встановлення пам’ятника (адреса) | Діяч, якому/якій встановлено пам’ятник                                 | Дата встановлення пам’ятника | Власник / балансоутримувач пам’ятника | Хто приймав рішення про встановлення |
| Пам’ятник Т.Г.Шевченку Португалія, м.Лісабон, Площа Італії Praça de Itália, Lisboa, Portugal | Т.Г.Шевченко                                                           | 14 вересня 2019 року         | Українська громада м.Лісабон Пам’ятник споруджено спільними зусиллями представників української громади та Посольства України в Португалії та за сприяння Міської Ради м.Лісабон. Скульптор – португальський митець Е.де Карвалью | Міська Рада м.Лісабон                |
| Українські дуб та калина Португалія, м.Лісабон, Площа Італії Praça de Itália, Lisboa, Portugal | ---                                                                    | 30 квітня 2017 року          | Молоді дерева, привезені з України, висаджені активістами СУМ з нагоди створення ініціативної групи СУМ в Португалії | ---                                  |
| Пам’ятник Героям Небесної сотні Португалія, м.Брага, Парк Сан-Жоау-да-Понте Parque de S. João da Ponte, Braga, Portugal                                                                              | Герої Небесної Сотні, загиблі під час Революції Гідності 2013-2014 рр. | 10 квітня 2016 року          | Українська громада м.Брага, Пам’ятник споруджено за ініціативою української громади, протоієрея колишньої УПЦ КП Д.Ткачука та за сприяння Міської Ради м.Брага. Скульптор – португальський митець Ф.Жорж.                         | Міська Рада м.Брага                  |
| Меморіальна дошка на знак вшанування подвигу Героїв Небесної сотні Португалія, м.Порту, парк Паласіу де Кріштал Алея споріднених міст Parque do Palácio de Cristal, Porto, Portugal                  | Герої Небесної Сотні, загиблі під час Революції Гідності 2013-2014 рр. | 21 листопада 2015 року       | Українська громада м.Порту, КУ в Порту | Міська Рада м.Порту                  |
| Меморіальна дошка зі вшанування пам’яті жертв Голодомору 1932-1933 років в Україні Португалія, м.Порту, парк Паласіу де Кріштал, Алея споріднених міст Parque do Palácio de Cristal, Porto, Portugal | Жертви Голодомору 1932 – 1933 років в Україні                          | 24 листопада 2013 року       | Українська громада м.Порту, КУ в Порту | Міська Рада м.Порту                  |

На сьогодні на території Португалії українськими інформаційними джерелами є:
- Двомовний веб-портал Спілки українців у Португалії (підтримується українською та португальською мовами), на сторінках якого регулярно розміщується оновлена інформація як про діяльність громади на території Португалії, так і щодо останніх новин та подій з України;
- «Тризуб ТВ» - незалежне українське телебачення, створене СУП, програми якого поширюються у соціальних мережах та на каналі YouTube.
- Португаломовний веб-портал Спілки українців у Португалії «Taras Shevchenko», створений з нагоди встановлення в Лісабоні пам’ятника Т.Шевченку, який поступово наповнюватиметься інформацією португальською мовою про біографію Кобзаря, біографію скульптора Е.де Карвалью, а також перекладеними на португальську мову віршами Т.Шевченка.
- Португаломовний веб-портал ГО «Португальсько-Український Соціально-Культурний Центр: Україна-Португалія-Європа» «Movimento Solidariedade Ucrânia» створено з метою інформування українців, які проживають в Португалії та дружніх португальців про роботу громадської організації, про допомогу та сприяння українцям у Португалії, про українські культурні заходи та талановитих людей, про співпрацю з українськими та португальськими державними інституціями й спільнотами, про зміни в португальському законодавстві та консультування українців з трудових та соціальних питань тощо.
- Двомовний щоквартальний бюлетень ГО «Португальсько-Український Соціально-Культурний Центр: Україна-Португалія-Європа» «Solidariedade Ucrânia» випускається з метою поширення актуальної інформації про Україну, її культуру та історію, життя української громади в Португалії, культурні заходи та громадську діяльність представників української громади в Португалії.

***
Характерною рисою української громади в Португалії впродовж останніх років стала її економічна та політична активність. Громада стала реальною силою, яка не тільки об’єднує українців, але і все активніше виявляє себе у громадському житті Португалії, відстоюючи права та інтереси співвітчизників, забезпечуючи їхні соціально-культурні запити та піклуючись про збереження національної ідентичності. Численні культурні заходи та заходи політичного спрямування, що проводяться у Лісабоні та інших містах Португалії за ініціативою громади характеризуються високим рівнем організованості, чіткою національно-патріотичною спрямованістю.
Впродовж останніх 7 років здійснення російської агресії проти України, тимчасової окупації АРК, проведення АТО/ООС на Сході України, представники української громади в Португалії проводили активну діяльність на території Португалії щодо забезпечення позитивного іміджу України, доведення до португальської спільноти реальної ситуації навколо подій в Україні, проведення акції протестів проти російської пропаганди, благодійних концертів на підтримку української армії, на залучення гуманітарної допомоги, проведення інформаційних кампаній з визнання геноцидом Голодомору 1932-1933 років в Україні тощо.

#### Українські громадські організації в Португалії
Процес об’єднання українських громадян в громадські організації відзначався бажанням більш ефективно захищати свої права та інтереси, вирішувати нагальні питання щодо задоволення соціально-культурних потреб, збереження своєї національної ідентичності.
1. Спілка українців в Португалії – СУП (Associação dos Ucranianos em Portugal)
Голова – Павло Садоха (Pavlo Sadokha)
Rua Félix Correia Nº1, 2-Esq, 500-271 Lisboa
www.spilka.pt
2. Асоціація «Словесна піраміда» (Associação «Pirâmide das palavras»)
Голова - Мирослава Мартинюк (Myroslava Martynyuk)
Rua Infante D.Henrique № 61, 3-Esq, Pinhal Novo
3. Спілка української молоді в Португалії (Associação da Juventude Ucraniana em Portugal)
Голова – Алла Фіть (Alla Fit), організаційний референт – Андрій Іваночко (Andriy Ivanochko)
4. Спілка українців Алгарве (Associação dos Ucranianos do Algarve)
Голова – Ігор Корбеляк (Igor Korbelyak)
Rua Tenente Coronel António Palermo Oliveira, Lt 68 B, 8000-536 Faro
5. Українсько-португальський освітньо-культурний центр «Школа імені Т.Шевченка» м.Фару (Centro educativo e cultural luso-ucraniano «Escola Tarás Shevtchenko»)
Директор – Наталія Дмитрук (Natalia Dmytruk)
Rua Mouzinho de Albuquerque, 27, 8000-397 Faro
6. Асоціація «Джерело Світу» (Associação «Fonte Mundo»)
Голова – Борис Кучерас (Borys Kucheras)
Rua Jorge da Sena, 18, 1Dtº, Brandoa 2850-222 Amadora
7. Громадська організація «Португальсько-Український Соціально-Культурний Центр: Україна-Португалія-Європа», м.Брага (UPE (Ucrânia-Portugal-Europa) Associação Centro Social e Cultural Luso-Ucraniano)
Голова – Абраау Велозу (Abraão Veloso)
Av.Imaculada Conceição, nº 910, 4700-034 Braga
8. Асоціація українців Португалії «Собор» (Associação dos Ucranianos em Portugal «Sobor»)
Голова - Олег Гуцько (Oleh Gutsko)
Rua Combatentes de 9 de Abril LT A, CV Dtº, Senhor Roubalo 2675-533 Odivelas
9. Асоціація «Християнський Рух Українців у Португалії» (Associação «Movimento Cristão dos Ucranianos em Portugal»)
Заступник – Віктор Шуляр (Viktor Shuliar)
Rua Edith Cavell no 11, 1-Drtº 1900-212 Lisboa
10. Асоціація культури та соціальної солідарності «Український Дім», м.Лісабон (Associação da cultura e solidariedade social «Casa da Ucrânia»)
Голова - Валентина Василенко (Profª. Valentina Vassilenko)
11. Асоціація «Тенденції успішності» (Associação «Êxito das tendências»)
Голова – Тарас Шевченко (Taras Shevchenko)
12. Благодійна асоціація «Янголи Милосердя» (Associaçao Solidaria Anjos de Misericordia)
Голова - Руслан Осадчук (Ruslan Osadchuk)
Rua. Prof.Mira Fernandes, № 20- 21, r/c , 1900 385, Lisboa
13. Культурна асоціація солідарності та підтримки «Добре серце» (Associação Cultural de Solidariedade e Apoio - Coração Bondoso)
Голова – Валентина Тимчук (Valentyna Tymchuk)
14. Українська соціально-культурна асоціація «Пліч-о-пліч» (Lado a Lado – Associação Socio-Cultural Ucraniana)
Голова - Любов Піхо (Liubov Pikho)
Rua Antonio Nunes Sequeira 1 2735-058 Cacém, Lisboa
15. Асоціація підтримки української громади в Португалії "ОРАНТА" (ORANTA – Associação de Apoio à Comunidade Ucraniana em Portugal)
Голова - Олександра Тинкалюк (Oleksandra Tynkalyuk)
Avenida José Da Costa Mealha 15/17 8100-500 Loulé
www.oranta.pt

### Відносини між Україною та Сан-Томе і Принсіпі
Спільне комюніке про встановлення дипломатичних відносин між Україною та Демократичною Республікою Сан-Томе і Принсіпі та дата визнання України -  16 квітня 1998 року
Дипломатичні відносини між країнами встановлені 16 квітня 1999 року.
Політичний діалог між країнами
Протягом 2016 року політичний діалог відбувався у форматі обміну листами між Главами Держав.
У Лісабоні Посол України в Португалії Інна Огнівець провела непоодинокі зустрічі з Послом Сан-Томе і Принсіпі у Португалії Луїшем Вієгашем, у ході яких обговорювалися питання щодо поглиблення співробітництва у всіх сферах, що становлять обопільний інтерес між Україною та Демократичною Республікою Сан-Томе і Принсіпі.  
5 березня 2019 р. на прохання української сторони відбулася зустріч Посла України Інни Огнівець з Послом Сан-Томе і Принсіпі в ПР Л.Вієгашем.
У ході зустрічі обговорили шляхи активізації двостороннього співробітництва, насамперед у торговельно-економічній сфері. Окрім того, до спірозмовника були доведені сигнали щодо агресії РФ в Україні, зокрема про ситуацію в Азовсько-Чорноморському регіоні. Передано інформаційні матеріали щодо російської агресії, окупації РФ АРК та окремих регіонів Донецької та Луганської областей, а також про хід реформ в Україні.
Торговельно-економічне співробітництво
Між Україною та Сан-Томе і Принсіпі на міністерському рівні не створено координаційних механізмів співпраці в економічній площині.
Торгівля з Сан-Томе і Принсіпі має епізодичний характер.
За даними Держстату України в 2020 р. товарообіг між нашими країнами склав 12,2 тис. дол. США.
Український експорт становив 11,1 тис. дол. США і на 100% складався з борошномельної продукції.
Імпорт з Сан-Томе і Принсіпі становив 1,1 тис. дол. США та складався з електричних машин (65,8%), ниток (11,7%) та котлів (11,3%).
За даними Держстату України інвестиційне співробітництво між нашими країнами також не зареєстровано.

### Відносини між Україною та Кабо-Верде
1. Дата визнання України: 16 січня 1992 року.
2. Встановлення дипломатичних відносин: 25 березня 1992 р.
3. Політичний діалог
Проводяться регулярні зустрічі Посла України в Португалії з Послом Кабо-Верде в Португалії. Політичний діалог відбувається у форматі обміну листами між Президентами та Міністрами закордонних справ двох країн.
4. Торговельно-економічне співробітництво
Торгівля з Кабо-Верде має епізодичний характер.
За даними Держстату України в 2020 р. товарообіг між нашими державами склав 1,25 млн дол. США.
Експорт становив 1,2 млн дол. США, який на 96% складався з м'яса та їстівних субпродуктів.
Імпорт у 2020 р. становив 57,4 тис. дол. США та на 100% складався з риби та ракоподібних.
5. Договірно-правова база
Протокол про встановлення дипломатичних відносин між Урядом України і Урядом Республіки Кабо-Верде від 25 березня 1992 року.
6. Дипломатичне представництво
Республіка Кабо-Верде відноситься до зони відповідальності Посольства України в Португальській Республіці (політичні та економічні питання), Посольства України в Республіці Сенегал (консульські питання).

## Візити лідерів
| №  | Країна | Дата                             | Посада                                                                           | Ім'я                    | Місце зустрічі |
| -- | ------ | -------------------------------- | -------------------------------------------------------------------------------- | ----------------------- | -------------- |
| 1  |        | 13-16 квітня 1998 р.             | Президент Португалії                                                             | Жорже Сампайо           | Київ           |
| 2  |        | лютий 2000 р.                    | Міністр закордонних справ України                                                | Борис Тарасюк           | Лісабон        |
| 3  |        | 25-27 жовтня 2000 р.             | Президент України                                                                | Леонід Кучма            | Лісабон        |
| 4  |        | 13-14 лютого 2003 р.             | Міністр закордонних справ Португалії                                             | А. Мартінш да Кружа     | Київ           |
| 5  |        | 16-18 листопада 2006 р.          | Міністр закордонних справ України                                                | Борис Тарасюк           | Лісабон        |
| 6  |        | 18 жовтня 2007 р.                | Президент України                                                                | Віктор Ющенко           | Лісабон        |
| 7  |        | 20-23 квітня 2008 р.             | Голова Верховної Ради України                                                    | Арсеній Яценюк          | Лісабон        |
| 8  |        | 23-24 червня 2008 р.             | Президент України                                                                | Віктор Ющенко           | Лісабон        |
| 9  |        | з 23 квітня по 23 жовтня 2015 р. | Державний секретар з європейський справ МЗС Португалії                           | Бруно Масаеш            | Київ           |
| 10 |        | з 23 квітня по 23 жовтня 2015 р. | Державний секретар з європейський справ МЗС Португалії                           | Бруно Масаеш            | Київ           |
| 11 |        | з 23 квітня по 23 жовтня 2015 р. | Державний секретар з європейський справ МЗС Португалії                           | Бруно Масаеш            | Київ           |
| 12 |        | 15 вересня 2016 р.               | Міністр закордонних справ України                                                | Павло Клімкін           | Лісабон        |
| 13 |        | 15-16 листопада 2016 р.          | Голова Комітету закордонних справ та португальських громад                       | С.С. Пінту              | Київ           |
| 14 |        | 15–17 січня 2017 р.              | Міністр оборони України                                                          | Степан Полторак         | Лісабон        |
| 15 |        | 7 липня 2017 р.                  | Віце-прем'єр-Міністр з питань європейської та євроатлантичної інтеграції України | Іванна Климпуш-Цинцадзе | Лісабон        |
| 16 |        | 10-11 липня 2017 р.              | Міністр закордонних справ Португалії                                             | А.С.Сілва               | Київ           |
| 17 |        | 18 грудня 2017 р.                | Президент України                                                                | Петро Порошенко         | Лісабон        |
| 18 |        | 4 квітня 2018 р.                 | Міністр національної оборони Португалії                                          | Ж.Азереду Лопеш         | Київ           |
| 19 |        | 13-14 вересня 2018 р.            | Віце-прем’єр-міністр – Міністр економічного розвитку і торгівлі України          | Степан Кубів            | Лісабон        |
| 20 |        | листопад 2018 р.                 | Голова групи дружби Португалія-Україна, депутат Асамблеї Португалії              | Р.Бешіга                | Київ           |
| 21 |        | 9 вересня 2020 р.                | Міністр закордонних справ України                                                | Дмитро Кулеба           | Лісабон        |
| 22 |        | 21 травня 2022 р.                | Прем'єр-міністр Португалії                                                       | Антоніу Кошта           | Київ           |
| 23 |        | 24 серпня 2022 р.                | Міністр закордонних справ Португалії                                             | Жуан Гомес Кравіньйо    | Київ           |
| 24 |        | 19 травня 2023 р.                | Міністр закордонних справ України                                                | Дмитро Кулеба           | Лісабон        |
| 25 |        | 23-24 серпня 2023 р.             | Президент Португалії                                                             | Марселу Ребелу де Соза  | Київ Буча      |
| 26 |        | 6 лютого 2024 р.                 | Міністр закордонних справ Португалії                                             | Жуан Гомес Кравіньйо    | Київ           |